# Cyclophora hubneraria
Cyclophora hubneraria là một loài bướm đêm trong họ Geometridae.